# هاملت هایراپتیان (پزشک)
هاملت گریگوری هایراپتیان (ارمنی: Համլետ Գրիգորիի Հայրապետյան؛  زادهٔ ۹ اکتبر ۱۹۶۵) پزشک، قلب‌شناس، استاد اهل ارمنستان است.

## زندگی‌نامه
وی در ۹ اکتبر ۱۹۶۵ در ایروان به دنیا آمد و از دانشگاه پزشکی دولتی ایروان فارغ‌التحصیل گشت. همچنین برندهٔ جوایزی همچون مدال مخیتار هراتسی (۲۰۱۱) شده است.

## یادداشت
1. ↑  բժշկական գիտությունների դոկտոր
2. ↑  «Էրեբունի» բժշկական կենտրոն